# Convento Franciscano San Juan Evangelista
El Convento Franciscano de San Juan Evangelista está ubicado en el pueblo La Torre de Esteban Hambrán de la provincia de Toledo (España), situado al Norte sobre un cerro. En un principio este convento estuvo regido por la orden de los Franciscanos pero actualmente el edificio cumple las funciones de ermita, cementerio y se le rehabilitó en busca de una nueva vida activa como centro cultural con sala de actos, biblioteca, sala de exposiciones, cafetería y despachos.

## Introducción
EL convento se fundó en 1575 según García Flores, Luis Escudero y García Cortés; y ocupado físicamente por religiosos en 1578, según la fecha tomada por los cronistas franciscanos.
En 1778 el primitivo convento es mandado demoler, por problemas de mantenimiento y la falta de apoyo económico. Este nuevo convento es construido en unos terrenos situados en el paraje de San Ildelfonso, más cercano al pueblo, que fueron cedidos por el Ayuntamiento y es diseñado por Fray Juan de Ajofrín, según el Registro de Entierros del Convento, quien debido a su trato con el Obispo Eleta pudo tener relación con los arquitectos reales de Carlos III, Ventura Rodríguez y Francisco Sabatini. Es en 1783 cuando es finalizado debido a la falta de medios para su continuación, siendo por tanto este convento de estilo barroco español.
Es perteneciente a los Conventos de la Provincia de San José, Franciscanos Descalzos, y responde al modelo implantado en 1561 por San Pedro de Alcántara dando un conjunto conventual cuyas partes se ven claramente diferenciadas: Iglesia Conventual, Casa Conventuales, Patio y Huerta. La disposición del conjunto es en una planta casi cuadrada, estando las Casas Conventuales y la Iglesia adosadas en sentido transversal.

## Historia

### Primer convento
Fue San Pedro de Alcántara, el reformador de la Orden Franciscana, el impulsor de erigir 41 conventos en la Provincia Descalza de San José que hoy en día consiste en Toledo, Madrid y Ciudad Real.
- En 1577 se celebró el Capítulo Provincial de la Provincia de San José, el día de la Santísima Trinidad, fue elegido P. FR. Juan Ruiz Ministro Provincial. Juan Ruiz gobernó solo durante un año y medio la Provincia de San José de los Franciscanos Descalzos, fue durante este periodo que se fundaron tres nuevos conventos siendo uno de ellos el de La Torre de Esteban Hambrán el último de ellos en 1575; ocupa el puesto veintinueve en el orden de los conventos de la Provincia.
- En su proceso de construcción se dieron tres fechas de gran relevancia: en el año 1575 dado el inicio de la construcción; en el año 1578 cuando los religiosos ocuparon físicamente las Casas Conventuales; y 1580, año en el que finalizaron las obras y consagración. Es también de relevancia el año 1684 por la ampliación que se pudo llevar a cabo debido a una limosna cuantiosa que proporcionó Carlos II.
- Este primer convento estaba situado en el camino que va a Méntrida, en el paraje Venero de los Frailes. Son pocos los detalles que se conservan sobre este primitivo convento, se conoce que la Iglesia Conventual estaba abovedada, con un claustro alto y bajo, suelos de baldosa de barro y cubierta de madera.
- Es en 1778 cuando se demolió y trasladó el Convento debido a problemas en el estado de las instalaciones y al poco apoyo económico, siendo sustituido en una ubicación más cercana al pueblo, el valle de San Ildelfonso, por el nuevo convento.[1]

## Edificio
El segundo convento, según García Flores, es el 13 de septiembre de 1778 cuando se traslada el convento de San Juan Evangelista y es finalizado en 1783. Su arquitecto fue Fray Juan de Afofrín.

### Iglesia
La planta es de cruz latina y se compone únicamente de una sola nave cubierta con bóveda de cañón, el crucero es de poca longitud. A los pies se halla el coro en lo alto. El techo de la bóveda de cañón de la nave central posee lunetos y velas, provista de arcos fajones apoyados en falsas pilastras de orden toscano ya que el uso de estos es meramente decorativo.
El transepto esta cubierto por una cúpula que apoya sobre pechinas decoradas con la imagen de cuatro Santos Franciscanos en lienzos redondos, se identifican a San Antonio de Padua con el Niño, Santa Clara con la Custodia en la mano, San Diego de Alcalá con el milagro de flores y a San Pascual Bailón con el que de nuevo aparece la Custodia.
En el exterior se levanta un pórtico a tres aguas como protección de la puerta principal, se sostiene sobre columnas de granito y sobre este se abre una ventana para la iluminación del coro. La fachada es sobria de esbeltas proporciones, con cornisas molduradas, realizadas en ladrillo a la par que el resto del edificio,  enmarcando un frontón triangular con un gran óculo. Esta Iglesia responde al modelo alcantarino  surgido en el tercio del siglo XVI. En el interior se conservan dos pinturas muy destacadas: un Cristo crucificado del siglo XVII y una Última Cena correspondiente a la segunda mitad del siglo XVII.

### Planta baja y planta alta del Convento
- La Planta Baja es empleada para las dependencias de uso común y para los servicios generales. En esta planta se hallan las Casas Conventuales en dos alas paralelas perpendiculares a la Iglesia; entre ella se sitúa el Claustro y a continuación el Patio de Luces con un pozo y acceso directo a la Huerta. Es en esta planta donde se sitúa también el De Profundis, una dependencia que precede al Refectorio, y todas las estancias de servicio como son la cocina, despensa, fregaderos, carbonera, trastero y lavaderos.
- La Planta Alta destinada a un carácter más habitual, en ellas se sitúan las Celdas de los religiosos, el calefactorio, el acceso al coro alto, el antecoro , biblioteca y sala de lecturas.[2]

## Iglesia parroquial del pueblo

### Iglesia de María Magdalena
La Iglesia Parroquial dedicada a Sta. María Magdalena se ubica en la plaza de La Torre de Esteban Hambrán; su estilo está a caballo entre el gótico y el renacentista, teniendo al igual que el Convento un edificio primitivo, construido en el siglo XV, y otro posterior que consiste en una ampliación que se inició en el siglo XVI y prosiguió durante los siglos posteriores hasta el siglo XX con distintas reformas y ampliaciones. Realizada en piedra y de una sola nave de cuatro tramos.
En el siglo XVI se realiza una obra arquitectónica del nuevo conjunto parroquial que consiste en una nueva planta de la Capilla Mayor siguiendo el siguiente orden: Capilla Mayor, gradas de la Capilla Mayor, puerta, escalera a la plaza, el arco perpiaño que sirve de separación de la capilla con el cuerpo de la Iglesia, el resto de arcos y cubierta de la Iglesia, Tribuna, Sacristía, bóveda, torre del campanario y Capilla Bautismal.
Es en este siglo cuando se termina la capilla, Tribuna, Sacristía, los muros del cuerpo de la Iglesia y los arcos fajones.
En el siglo XVII se comienza a realizar las bóvedas, los suelos de los altares colaterales,  los tabiques y puertas de la capilla bautismal, y se blanquea la Capilla mayor, la sacristía y el Altar Mayor.
En este mismo siglo también se realizó entre 1660 y 1670 la Torre del campanario, el Baptisterio y la fachada principal y portadas.
En el siglo XVIII se realizan los Retablos colaterales y el Tornavoz de los púlpitos, retablitos y pinturas murales en la Capilla Mayor, el Tabernáculo, el Atrio de la Iglesia y otros retablos de la Iglesia como el de San Antonio de Padua.
En el siglo XIX se da un deterioro de las instalaciones que son subsanados en el siglo XX mediante una obra de reparación y pintura de toda la Iglesia.

### Retablo[4]
- Primer cuerpo, La Custodia: Calle central, Manifestador o custodia.
- Calle primera izquierda, La adoración de los magos; Calle primera derecha; La Adoración de los pastores.
- Calle segunda izquierda, San Pedro Apóstol; Calle segunda derecha, San Pablo Apóstol.
- Calle tercera izquierda, Santa Catalina; Calle tercera derecha, Santa Inés.
- Segundo cuerpo, La Magdalena: Calle central, Sta. María Magdalena.
- Calle primera izquierda, La venida del Espíritu Santo; Calle primera derecha; La Resurrección de Cristo.
- Calle segunda izquierda, San Juan Bautista; Calle segunda derecha, Santiago el Mayor.
- Calle tercera izquierda, Jesús en casa de Marta y María; Calle tercera derecha, El Convite del Fariseo.
- Tercer cuerpo, La Asunción: Calle central, La asunción de Ntra. Señora.
- Calle primera izquierda, San Francisco de Asís; Calle primera derecha; San Francisco de Paula.
- Calle segunda izquierda, Santa Clara; Calle segunda derecha, Santa Bárbara.
- Ático, El calvario.

#### Catafalco
Se expone durante el mes de noviembre, su autor es hasta ahora desconocido; sus pinturas datan del siglo XVII.
Su estructura consiste en una pirámide escalonada de planta hexagonal, son exactamente cuatro escalones los que lo conforman compuesto por un conjunto de pinturas, treinta óleos sobre lienzo.
Predominio del carácter retratista y una ausencia de escenas. Fuerte tendencia a la simetría y al realismo, con técnica muy lineal y dibujística; dominio en el conjunto de pinturas blancas sobre fondo negro a excepción de las escenas de rendición de las ánimas y el Juicio Final.